# Erik Mellbin
Erik Mellbin, född 30 juni 1901 i Göteborg, död 30 oktober 1955 i Göteborg, var en svensk seglare.
Han seglade för Göteborgs KSS. Han blev olympisk silvermedaljör i Antwerpen 1920.